# Säkring (ammunition)
En säkring är en anordning som ska hindra en granat eller någon annan ammunition från att utlösas för tidigt av till exempel stötar, beskjutning eller elektromagnetiska störningar. För att skydda den egna truppen ska säkringarna hindra att ammunitionen utlöser när den transporteras, laddas och skjuts ut eller fälls. När det gäller granater, robotar och bomber bör säkringen också hindra brisad i projektilbanan på grund av till exempel nederbörd. 

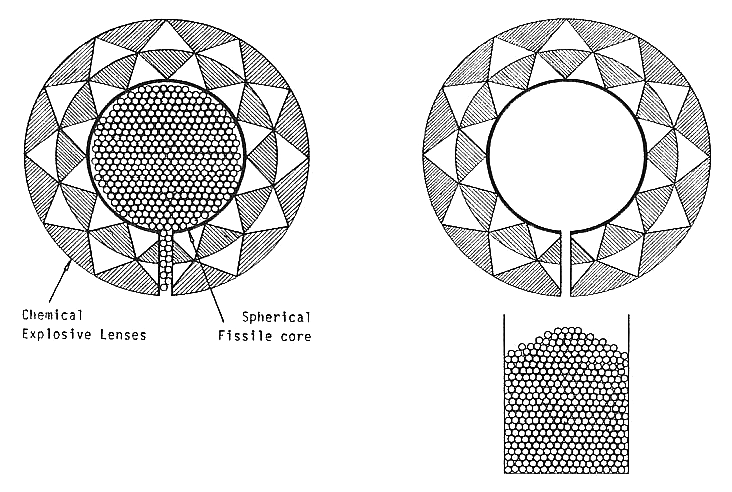
Kärnvapen fyllt med stålkulor som förhindrar att uranet komprimeras. Stålkulorna töms i en behållare innan bomplanet startar och kan sättas in igen genom att rotera bomben och hälla tillbaka kulorna med en tratt.

Självsprängning (autodestruktion) kan ses som en form av säkring. Den förekommer framförallt i granater till luftvärnskanoner och innebär att granaten sprängs en viss tid efter skottet för att minska risken för att den träffar personer på marken. Det finns folkrättsliga krav att landminor skall neutraliseras en viss tid efter utläggning, att torpeder skall bli ofarliga om de missar sitt mål och att sjöminor skall bli ofarliga om de sliter sig från sina förtöjningar. Sådan ammunition har därför antingen en autodestruktionsfunktion eller (vanligare) en funktion som inaktiverar tändröret.
Antalet säkringsanordningar och deras komplexitet beror till stor del på ammunitionens verkan, så att en 20 mm luftvärnsgranat endast har ett par oberoende säkringar medan ett kärnvapen har flera och mycket komplexa säkringar. En 15 cm granat kan ha upp till ett halvdussin oberoende säkringar som alla måste vara upphävda (osäkrade) för att granaten skall brisera.

## Säkringstyper indelade efter syfte
Säkringar kan indelas efter vilken funktion de har.
- Transportsäkring hindrar utlösning under transport. Transportsäkringen kan vara en skyddskåpa eller en sprint som ska avlägsnas när ammunitionen klargörs.
- Laddsäkring hindrar att en granat löser ut under hantering och laddning vid pjäsen. Den upphävs av krafterna vid avfyrningen.
- Loppsäkring hindrar att en granat löser ut medan den är i eldröret och strax framför. Loppsäkringen kan till exempel vara en anordning som känner av accelerationen.
- Masksäkring och mynningssäkring ska göra att en granat eller en robot kan träffa till exempel vegetation inom ett antal meter från avfyringsplatsen utan att brisera.
- Bansäkring hindrar att en granat eller en robot löser ut när den till exempel passerar genom en regnskur.
- Självsprängning skall hindra granaten från att brisera i marknivå. Självsprängningen kan vara en timer, ett spårljus som när det brunnit till slut utlöser sprängladdningen eller en anordning som känner av när granatens rotation saktats ner till en viss hastighet.